# Sitz Weg

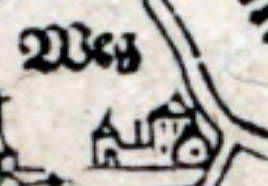
Der Adelssitz Weg auf Philipp Apians Bairischen Landtafeln

Der Sitz Weg (auch Sitz zum Weeg) war ein Edelsitz in der reichsunmittelbaren Herrschaft Burgrain des Hochstifts Freising. Er befand sich in Weg, einer heutigen Einöde in der Gemeinde Lengdorf im Landkreis Erding.

## Geschichte
In der Einöde Weg lag im Mittelalter der burgartige Edelsitz Weg des Geschlechts der Lanzenberger (ein Grabstein befindet sich in der Isener Pfarr- und Stiftskirche St. Zeno). Die einzige vorhandene Abbildung des Sitzes befindet sich auf Apians Bayern-Karte von 1566.
Die Lanzenberger starben im Mannesstamm im Jahr 1535 aus. Jacob Pfettner, Pfleger zu Kling, bekam 1552 vom Hochstift Freising durch Heirat mit Anna Lanzenberger den Sitz Weg zu Lehen. Dass der Sitz zwischenzeitlich an die Westacher gelangt sei, ist eine in der Literatur häufig kolportierte Verwechslung mit dem Sitz Weg in der Gemarkung Grüntegernbach bei Dorfen.
1582 ist ein Marquard Pfettner zu Weeg als Besitzer des Sitzes erwähnt. Weg kam 1625/26 durch Tausch von Marquart Pfettner, Pfleger zu Moosburg an den Bischof Veit Adam von Gepeckh, Fürstbischof von Freising und wird 1654 im Salbuch des freisingischen Kastenamts Burgrain als Bauerngut bezeichnet, im Jahr 1800 dann als Hube (Sedlbauer), die dem Kastenamt Burgrain unterstellt ist.

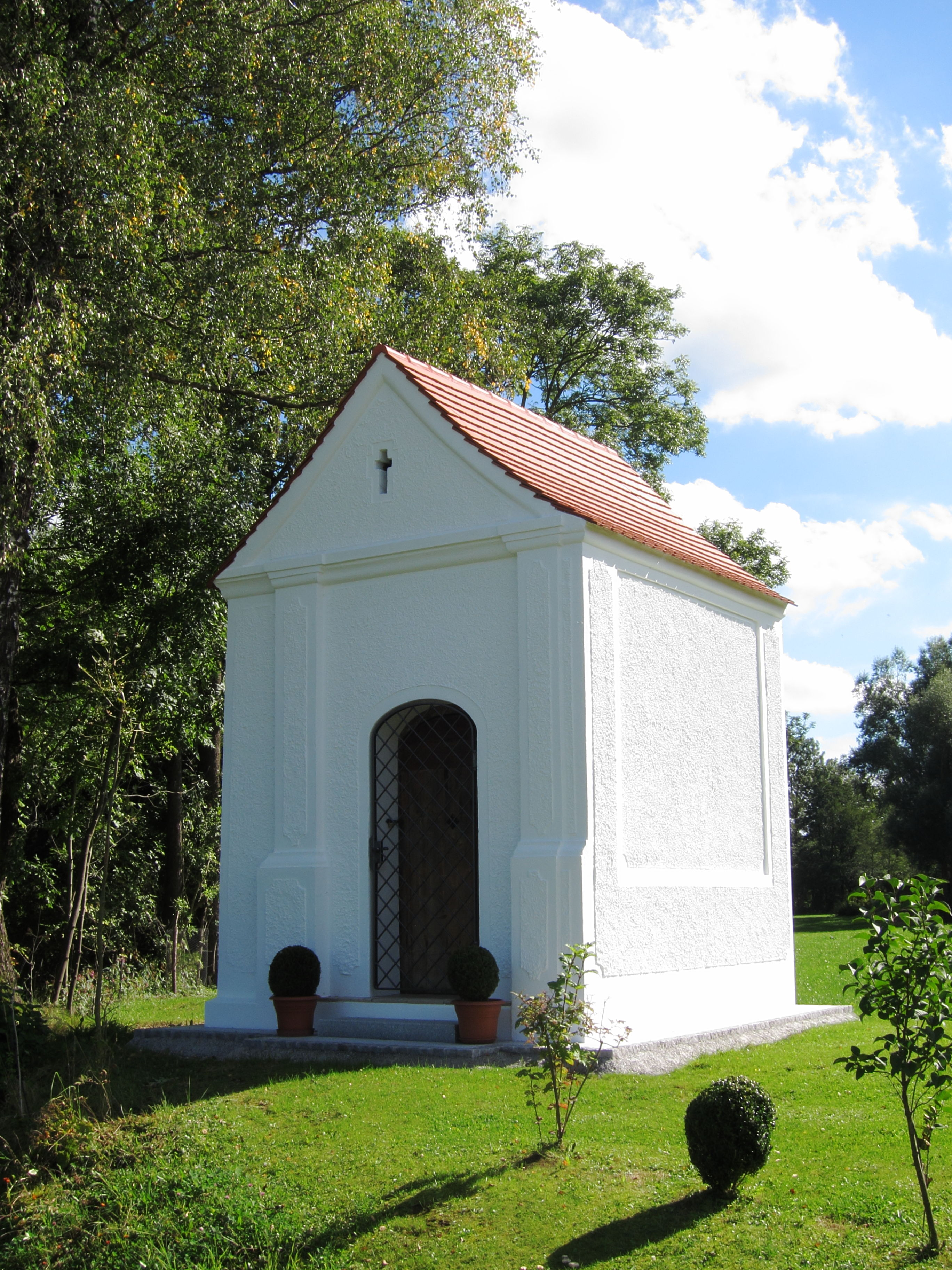
Weg, Hl. Geist-Kapelle von 1777

An gleicher Stelle bestand eine Hl.-Geist-Kapelle, die in der Sunderndorfer Matrikel des Bistums Freising von 1524 als capella s. Spiritus am Weeg erwähnt wird. Diese wurde 1731 baufällig und durch einen Neubau einer größeren Hl.-Geist-Kirche ersetzt. Sie wurde jedoch schon wenige Jahrzehnte später wieder sehr schadhaft (zumindest war dies die offizielle Begründung für den Abriss durch den zuständigen Walpertskirchener Pfarrer Johann Adam Schuehbauer) und durch den heutigen kleinen Kapellenbau ersetzt.